# Municipio de West (Indiana)
El municipio de West (en inglés: West Township) es un municipio ubicado en el condado de Marshall en el estado estadounidense de Indiana. En el año 2010 tenía una población de 4008 habitantes y una densidad poblacional de 35,77 personas por km².

## Geografía
Según la Oficina del Censo de los Estados Unidos, tiene una superficie total de 112.04 km², de la cual 108,76 km² corresponden a tierra firme y (2,93 %) 3,28 km² es agua.

## Demografía
Según el censo de 2010, había 4008 personas residiendo. La densidad de población era de 35,77 hab./km². De los 4008 habitantes, estaba compuesto por el 96,46 % blancos, el 0,47 % eran afroamericanos, el 0,17 % eran amerindios, el 0,22 % eran asiáticos, el 1,22 % eran de otras razas y el 1,45 % eran de una mezcla de razas. Del total de la población el 3,72 % eran hispanos o latinos de cualquier raza.